# Koszary Kamieńskiego w Krakowie

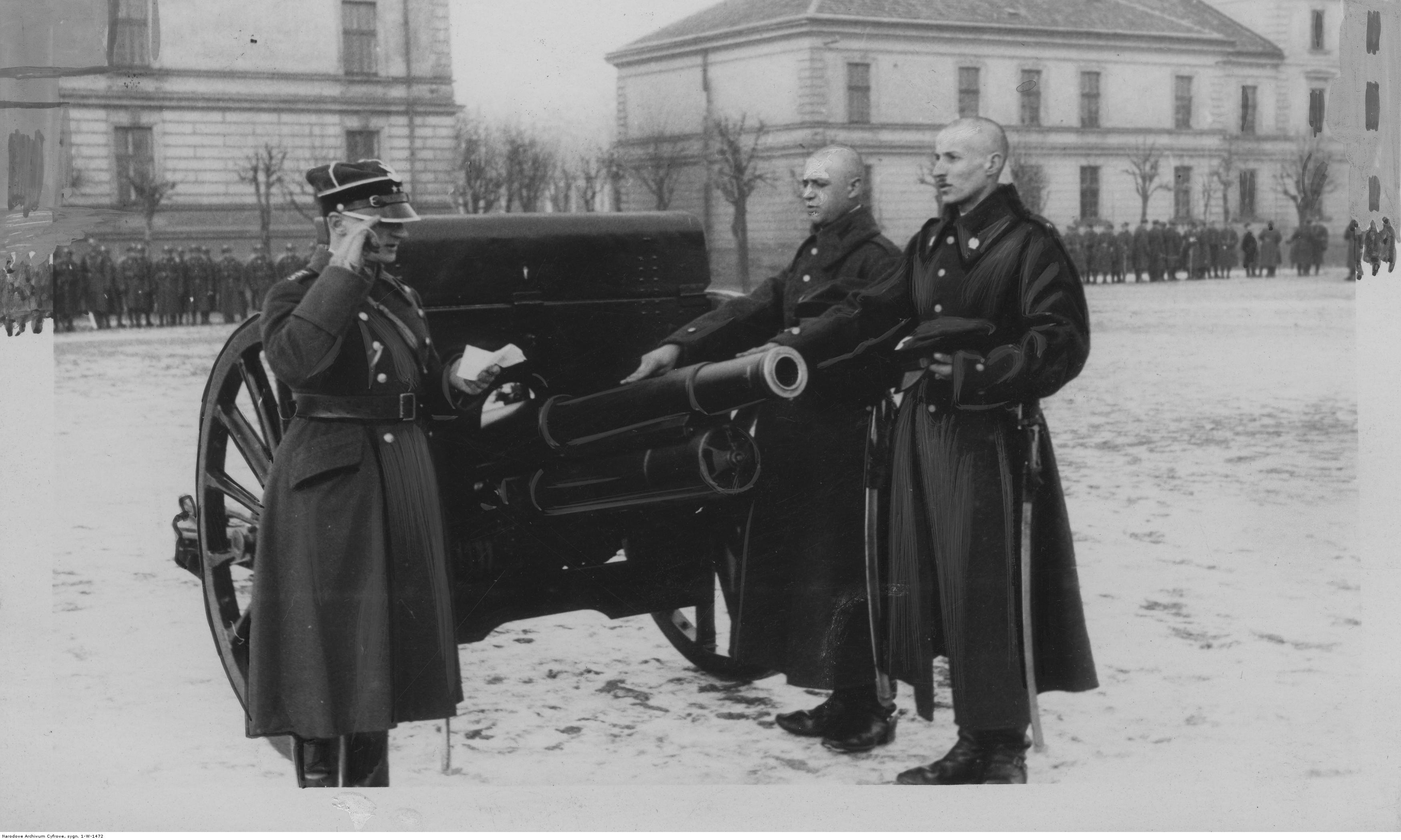
Uroczystość zaprzysiężenia rekrutów w 5 dak w Krakowie - przysięga na 75 mm armatę wz. 1902/26

Koszary Kamieńskiego w Krakowie – kompleks koszarowy znajdujący się na terenie garnizonu Kraków.

## Charakterystyka
Koszary na Zakrzówku, położone w rejonie dzisiejszych ulic: Ceglarskiej – Twardowskiego – Kapelanka, wybudowane były przez Austriaków w latach 1885–1890 i przeznaczone dla szwadronów 10 pułku dragonów, które to pododdziały stacjonowały tam do początku I wojny światowej.
W 1918 koszary przejęło Wojsko Polskie. Ich pojemność szacowano na 528 ludzi i 326 koni. Po wojnie polsko-bolszewickiej stacjonował w nich 5 dywizjon artylerii konnej. Na przełomie 1938 i 1939 dywizjon przeszedł do Oświęcimia. Jego miejsce zajęły pododdziały 8 pułku ułanów dotychczas stacjonujące w Koszarach Poniatowskiego w Rakowicach. W marcu 1939 w Koszarach Kamieńskiego stacjonowało dowództwo 8 puł. i jego cztery szwadrony liniowe. 
Po II wojnie światowej do koszar na Zakrzówku wróciło Wojsko Polskie. Pojemność Koszar Kamieńskiego szacowano w 1949 na 300 ludzi, 120 koni i 20 wozów.
Obecnie (2019) z koszar na Zakrzówku zachowała się tylko ich część południowa, w tym nieużytkowany główny koszarowiec mieszczący również kuchnię (ul. Ceglana 24) oraz kilka mniejszych budynków – obecnie mieszkalnych.